# 플라토닉 러브
플라토닉 러브(platonic love), 플라톤 사랑은 순수하고 강한 형태의 비성적(非性的)인 사랑을 말한다.

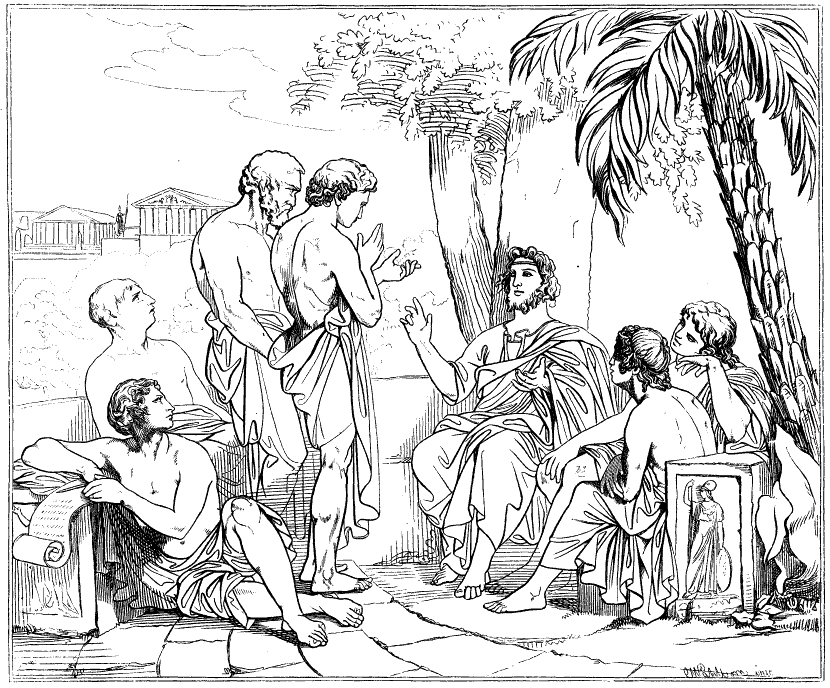
플라톤과 그의 제자들

플라토닉 러브라는 용어의 의미는 플라톤의 '대화' <향연>편에 따르면 다른 사람을 사랑하는 올바른 방법은 지혜를 사랑하는 마음처럼 사랑하는 것이다. 즉 아름답고 사랑스러운 진정한 플라토닉 러브란 마음과 영혼을 고무시키고 정신적인 것에 집중하는 것이다.
영어 표현으로서 플라토닉 러브를 처음 사용한것은 윌리엄 대버넌트가 지은 '플라토닉 러버스'(1636)로 거슬러 올라간다. 그것은 플라토의 대화편에서 덕목과 진실의 근간에 있는 최선의 사랑에서 유래된 것이다. 짧은 기간안에 플라토닉 러브는 영국 왕궁에서 특히 찰스 1세의 아내인 헨리에타 마리와 그 주변에서 유행하였다. 플라토닉 러브는 캐롤라인 시대의 몇몇 가면무도회의 테마로 유행하였으나 정치사회적 압력으로 쇠퇴했다.

## 같이 보기
- 사랑